# Stabilisierungskräfte
Die Stabilisierungskräfte (SK) waren neben den Eingreifkräften und Unterstützungskräften eine der drei Kräftekategorien der Bundeswehr. Die Kräftekategorien wurden im Zuge der Transformation der Bundeswehr 2002–2009 eingeführt. Demnach unterschieden sich die Truppenteile der Bundeswehr hinsichtlich Ausrüstung, Verfügbarkeit, Ausbildung und Fähigkeiten. Mit der Neuausrichtung der Bundeswehr ab 2010 entfiel die Kategorisierung.

## Aufgabe
Die Stabilisierungskräfte umfassten 70.000 Soldaten, von denen bis zu 14.000 in bis zu fünf verschiedene Auslandseinsätze zeitlich begrenzt einsetzbar waren.
Stabilisierungskräfte stellten Kräfte für multinationale, streitkräftegemeinsame militärische Operationen niedriger und mittlerer Intensität. Im Gegensatz zu den Eingreifkräften waren sie für friedensstabilisierende Einsätze längerer Dauer vorgesehen. Bei Einsätzen zur Konfliktverhütung und Krisenbewältigung konnten diese zwei Kräftekategorien jedoch auch gleichzeitig oder in enger zeitlicher Abfolge zum Einsatz kommen und sind daher zum Zusammenwirken befähigt. Im Rahmen friedensstabilisierender Einsätze sollen die Voraussetzungen für den Aufbau staatlicher beziehungsweise gesellschaftlicher Strukturen („Nation Building“) geschaffen werden. Dazu werden Konfliktparteien getrennt und die Bevölkerung geschützt. Diese Einsätze bergen unter Umständen ein Eskalationsrisiko bis hin zum Kampf, sodass die Kräfte das Gefecht bis auf die Ebene eines verstärkten Gefechtsverbandes sowohl gegen militärisch organisierte Gegner als auch gegen asymmetrisch kämpfende Kräfte führen konnten. Die Durchhaltefähigkeit bei der Bekämpfung solcher Gegner wurde beim Heer auch durch integrierte gepanzerte Kräfte sichergestellt. Stabilisierungskräfte bestanden wegen der Teilnahme an Auslandseinsätzen vorwiegend aus Berufssoldaten und Soldaten auf Zeit sowie freiwillig Wehrdienstleistenden.

## Gliederung

### Heer
Im Heer gehörten folgende Truppenteile vollständig zu den Stabilisierungskräften:
- 10. Panzerdivision

Folgende Verbände waren teilweise als Stabilisierungskräfte klassifiziert:
- Division Schnelle Kräfte